# Héraldique socialiste

L'emblème de la république populaire de Chine est typique de l'héraldique socialiste et communiste. En fait, la couleur rouge et les étoiles sont des symboles du communisme; les épis sont souvent utilisés pour représenter l'agriculture, les agriculteurs et les personnes communes, les engrenages et les autres instruments industriels représentent le prolétariat industriel, et les bâtiments gouvernementaux représentent généralement l'État et les autorités du gouvernement.

 (septembre 2017).
Si vous disposez d'ouvrages ou d'articles de référence ou si vous connaissez des sites web de qualité traitant du thème abordé ici, merci de compléter l'article en donnant les références utiles à sa vérifiabilité et en les liant à la section « Notes et références ».
L'héraldique socialiste désigne le style utilisé par les pays communistes dans la conception de leurs emblèmes nationaux.
Bien que souvent appelés armoiries, la plupart de ces symboles n'en sont pas, au sens strict, en raison de l'absence d'éléments héraldiques essentiels, selon la conception traditionnelle européenne, comme l'écu. Le remplacement de celui-ci, comme élément central, par un paysage ou par un fond rouge, a représenté une innovation héraldique qui rompit avec les normes médiévales, nettement aristocratiques. Même après l'effondrement historique du bloc socialiste, de nombreux pays de l'ancienne Union soviétique ou sous son influence, ont modifié leurs armes nationales tout en maintenant la ligne générale de cette nouvelle emblématique.

## Origines
L'Union soviétique, née après la révolution de 1917, avait besoin de symboles, mais ne voulait pas utiliser les anciens symboles héraldiques, nés de la féodalité, qui ont été associés à l'Empire russe.
Un style entièrement inspiré de l'héraldique révolutionnaire a été créé, en se concentrant sur les idéaux du communisme : une société prospère dirigée par les travailleurs, remplaçant le symbolisme abstrait par une représentation matérielle. Ce style a été majoritairement repris par d'autres États socialistes et communistes du monde, et parfois par des États non communistes. De même, certains États, tels que l'Ouzbékistan ou la Macédoine du Nord, ont conservé ce style après la chute du communisme, en ôtant les références explicites au communisme.

## Caractéristiques
Les éléments basiques constituants de l'héraldique socialiste sont : les guirlandes ovales ou circulaires de produits agricoles comme support, l'étoile rouge comme cimier, les bandes rouges entrelacés dans les guirlandes comme devises, et des paysages naturels ou des parcs industriels comme champ héraldique, la plupart du temps avec le soleil en arrière-plan et la faucille et le marteau, comme figures du bouclier. Ces nouveaux éléments ont officiellement ouvert une nouvelle conception héraldique, en rupture avec la tradition, considérée par les théoriciens communistes comme criblée des éléments médiévaux et bourgeois, qui sont antagoniques aux aspirations du prolétariat.
L'héraldique socialiste utilise généralement les éléments graphiques suivants, mais pas nécessairement communistes dans leur nature. Sont souvent incorporés dans les drapeaux, les sceaux et la propagande des pays communistes et des mouvements sociaux et syndicaux. Sont inclus dans les éléments héraldiques :
- Outils de travail: pics, houes, faucilles, et, dans le cas du Parti des travailleurs coréen, un pinceau pour représenter les membres de l'intellectualité. Le symbole omniprésent de la faucille et le marteau appartiennent également à cette catégorie.
- Soleils, illustrés par les armes de l'Union soviétique, de la république socialiste de Croatie et du Turkménistan.
- Roues dentées, illustrés sur le armes de l'Angola et de la république populaire de Chine
- Guirlandes de céréales comme le blé, le coton, le maïs ou d'autres cultures, présentes dans les emblèmes nationaux de presque tous les états historiques communistes.
- Armes à feu, en revanche pour armes blanches de l'héraldique médiévale, comme le fusil AK-47 sur le drapeau du Mozambique.
- Des rayures rouges avec les lettres dorées, illustrés aux emblèmes du Vietnam et de la Chine.
- L'Étoile rouge ou d'or, peut-être le symbole socialiste plus commun avec la faucille et le marteau.
- Livres ouverts, illustré sur les armes nationaux du Mozambique, de l'Angola et de l'Afghanistan.
- Usines ou équipements industriels, illustrés sur les armes de la Corée du Nord, la république socialiste de Bosnie-Herzégovine, le Cambodge et l'Azerbaïdjan.
- Les paysages naturels, illustrés sur les emblèmes de la Macédoine, la Roumanie et la république socialiste soviétique de Carélie-finlandaise.
- Torches, illustrés sur l'emblème de la république fédérative socialiste de Yougoslavie et l'Algérie socialiste.
- Épée et bouclier, illustrée sur l'emblème du KGB.
- La couleur rouge qui prédomine dans les champs héraldiques, adoptée par les mouvements révolutionnaires, depuis la fin du XIXe siècle.

## Développement
Le blason de l'Union soviétique a été le premier exemple de l'héraldique socialiste. Ce style a été suivie dans plusieurs pays, notamment en l'Europe de l'Est, l'Afrique et l'Asie, à l'exception de Cuba et de la Pologne, exemples remarquables d'etats communistes qui n'a pas utilisées des images ouvertement communistes dans leurs drapeaux, blasons ou d'autres représentations graphiques. Ces pays ont choisi de maintenir sa tradition héraldique, comme dans le cas polonais, la suppression de la couronne et le fond carolingien rouble mettre leur blason sur la symbologie socialiste ; déjà dans le cas cubain, les éléments républicains, inspirés par des éléments liés à la Révolution française ont supprimé une réforme des symboles nationaux.
La république socialiste de Roumanie a créé une nouvelle tradition héraldique socialiste qui s'est avéré très controversée. Le comité sur l'État de l'héraldique combiné des thèmes touristiques, des représentations photographiques des paysages avec figures héraldiques antiques et des articles modernes, comme des plates-formes de pétrole.
En 1974, la Hongrie remplacé les armoiries de 83 villes avec les emblèmes du style soviétique-socialiste. Lions avec des siècles de tradition et les aigles ont été remplacés par des applaudissements des travailleurs, des familles avec des enfants et des jeunes agriculteurs fiers atteignant pour le soleil avec leurs poings. Tous ces thèmes de propagande ont été couronnés par une étoile rouge. Avec la disparition de l'Union soviétique et du régime socialiste dans leurs pays satellites, l'héraldique socialiste a été remplacé par les anciens symboles de pré-communistes ou emblèmes entièrement nouvelles d'armes.
Cependant, l'héraldique socialiste reste encore forte dans certains pays, comme la république populaire de Chine. Aussi la Corée du Nord a un emblème national de style  socialiste pur, comme le Vietnam. On peut aussi remarquer que les emblèmes nationaux de la Biélorussie et de la Macédoine sont rappelants du socialisme.
En Afrique, il y a les emblèmes de l'Angola et du Mozambique qui détient toujours aujourd'hui le style soviétique.
La république de Serbie utilisa les armoiries de la république socialiste de Serbie jusqu'à la restauration des anciens symboles féodaux et fut suivie dans cette tendance par plusieurs autres états slaves de la région, apportant un certain émoi parce qu'étant des républiques avec des symboles monarchiques restaurés.

## Galeries

### Emblèmes historiques

Albanie (1946-1991)
Allemagne de l'Est (1955-1990)
Arménie (1956-1991)
Azerbaïdjan (1956-1991)
Bénin (1975-1990)
Biélorussie (1956-1991)
Bosnie-Herzégovine (1963–1992)
Bulgarie (1971-1990)
Burkina Faso (1984-1991)
Cap-Vert (1975-1992)
Carélie (1940-1956)
Congo (1970)
Croatie (1963–1992)
Estonie (1956-1991)
Ethiopie (1987-1991)
Gagaouzie (1956-1991)
Géorgie (1956-1991)
Hongrie (1949-1956)
Hongrie (1957-1989)
Kazakhstan (1956-1991)
Kirghizistan (1956-1991)
Kurdistan iranien (1946–1947)
Lettonie (1956-1991)
Lituanie (1956-1991)
Macédoine (1963–1992)
Madagascar (1975-1992)
Moldavie (1956-1991)
Mongolie (1960-1992)
Monténégro (1963–1992)
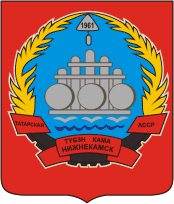
Nizhnekamsk (1975)
Ouzbékistan (1956-1991)
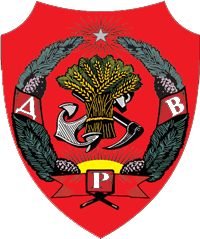
République d'Extrême-Orient
Roumanie (1948)
Roumanie (1948-1952)
Roumanie (1952-1965)
Roumanie (1965-1989)
Russie (1920-1978)
Russie (1978-1992)
Russie (1992-1993)
Serbie (1963–1992)
Slovénie (1963–1992)
Tadjikistan (1956-1991)
Touva (1921-1944)
Transcaucasie (1956-1991)
Turkménistan (1956-1991)
Ukraine (1956-1991)
Union soviétique (1923-1936)
Union soviétique (1956-1991)
Yougoslavie (1963–1992)

### Emblèmes contemporains

Afghanistan
Angola
Bashkortostan
Biélorussie
République populaire de Chine
Corée du Nord
Djibouti
Guinée-Bissau
Italie
Khantys-Mansis
Kraï de l'Altaï
Laos
Macédoine du Nord
Mozambique
Mordovie
Oblast de Briansk
Oblast de Volgograd
Ouzbékistan
Tadjikistan
Transnistrie
Viêt Nam